# Meczet Imama Alego
Meczet imama Alego (arab. ‏حرم الإمام علي‎) – meczet z miejscem pochówku Alego – brata stryjecznego, przybranego syna, a następnie zięcia Mahometa, jak i pierwszego imama szyitów, w mieście An-Nadżaf w Iraku. Sanktuarium wzniesione zostało bezpośrednio w miejscu pochówku Alego.
W islamie szyickim, An-Nadżaf jest uznawane za jedno z najświętszych miejsc zaraz po Mekkce i Medynie. Co roku miliony pielgrzymów odwiedzają sanktuarium. Według wierzeń wielu muzułmanów, oprócz Alego w meczecie pochowani zostali także prorocy Adam i Noe. W niedalekiej odległości od meczetu znajduje się największy na świecie cmentarz, zwany wadi al-salam (pl. dolina pokoju).
W 1991 roku podczas powstania przeciwko Saddamowi Husajnowi, meczet został celowo ostrzelany przez siły rządowe, jego odbudowę zakończono w 1993 roku. W 2003, w zamachu bombowym na meczet śmierć poniósł ajatollah Muhammad Bakir al-Hakim i ponad 85 wiernych. Al-Ka’ida w Iraku przyznała się do zamachu, jej członek odpowiedzialny za cały plan został powieszony w 2007.

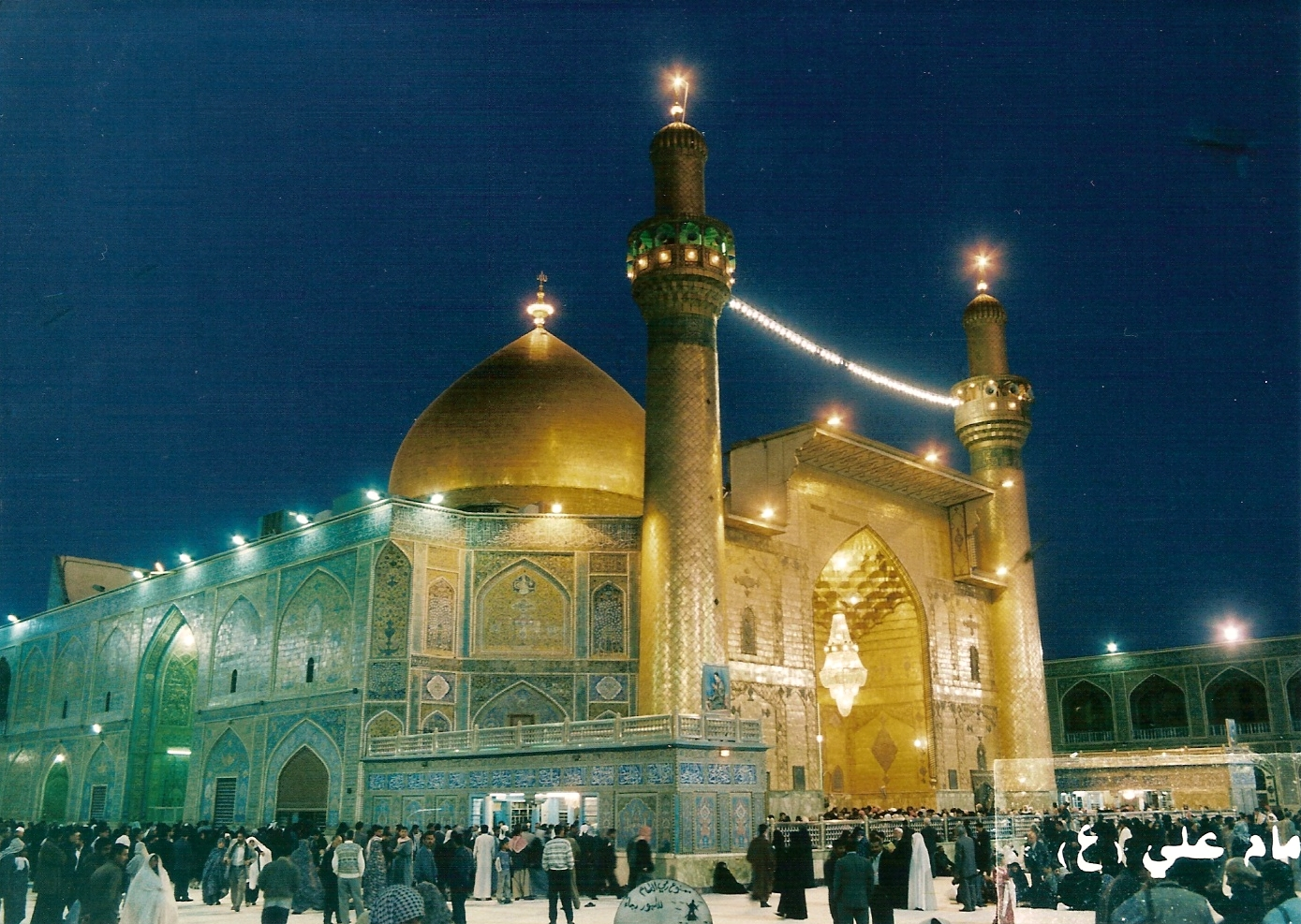
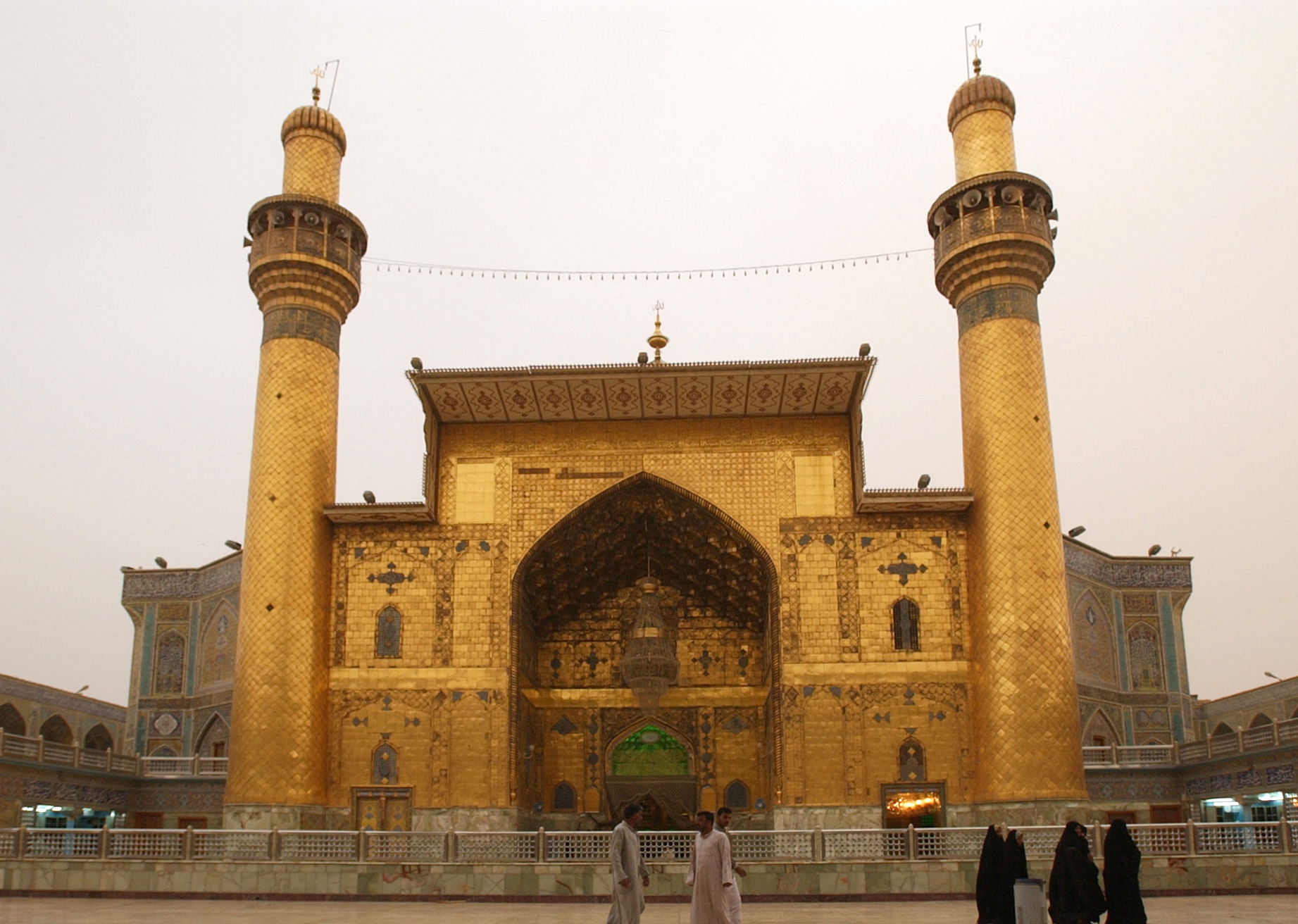
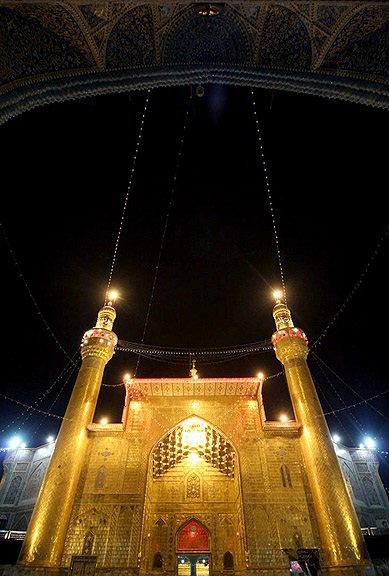